# Gan (Addu)
Gan (en maldivo: ގަން), que no debe confundirse con otras dos islas maldivas llamadas "Gan" como Gan (Atolón de Huvadhu) y Gan (Atolón de Laamu), es la isla más austral del atolón de Addu (anteriormente conocido también como Atolón de Seenu), así como la isla más meridional de las Maldivas. Es relativamente grande, respecto a las demás Maldivas.
Gan es la segunda isla más grande del atolón, después de Hithadhoo, y mide 2.2561 kilómetros cuadrados. Gan fue habitado antes, pero sus habitantes fueron trasladados a otras islas vecinas después de que la base naval y aérea británica fuera construida. Ha tenido una ocupación humana continua desde tiempos muy antiguos. A lo largo de la historia, se han cultivado campos cultivados de ñames, mandioca y cocoteros en esta isla. Un antiguo havitta en el extremo este de la isla tuvo que ser removido para construir la pista.
Gan cuenta con un hotel de cáterin para los turistas y está conectado por carretera a las islas vecinas de Feydu, Maradhoo y Hithadhoo.

## Etimología
El origen de la palabra "Gan" está en la palabra sánscrita "Gram" (ग्राम), que significa "pueblo".

## Relevancia arqueológica
En 1922 Harry Charles Purvis Bell visitó esta isla e investigó las antiguas ruinas budistas. Destacaban los cimientos de un templo (vihara) y un montículo o colina baja que parecía ser una estupa muy arruinada. Las ruinas que se encontraron en Gan representan los restos budistas más meridional de las Maldivas. El montículo, así como los cimientos de la vihara cercana, fueron destruidos por una excavadora cuando se construyó el aeropuerto.

## Aeródromo
En 1941, durante la Segunda Guerra Mundial, la Marina Real estableció una base (el "Puerto T"). Destacaba por ser una zona isleña aislada con un ancladero seguro, escondida en el Índico, en una posición estratégica conveniente que era requerida. Una vez construidas, sus instalaciones fueron utilizadas extensamente por la flota. Los ingenieros de la Marina Real desembarcaron en agosto de 1941 del HMS Guardian para limpiar y construir las pistas de aterrizaje en Gan para el Brazo Aéreo de la Flota. Mientras tanto, los hidroaviones PBY Catalina y los Sunderland se establecieron en los embarcaderos de la costa norte, protegiendo Gan. Grandes tanques de petróleo fueron construidos en Gan, y en la isla de Hitaddu en el borde occidental del atolón, para permitir el funcionamiento de la isla como base militar. Eran visibles de distancias largas en el mar, inevitablemente, dado el perfil bajo del atolón.
Los suministros de buques de la flota fueron suministrados por un par de buques refrigerados australianos, el Changte y el Taiping, que pasaban cerca de las bases de Addu regularmente. Durante tres ocasiones, estos barcos reabastecieron cuarenta o más barcos de la Flota Oriental. Varios convoyes de tropas de la Fuerza Imperial Australiana también se abastecieron de combustible en Addu en su camino de Adén a Fremantle, Australia Occidental. Las seis islas principales fueron guarnecidas por el 1.er regimiento de defensa costeña de la Marina Real, sirviendo las baterías de la orilla y las armas antiaéreas. Para facilitar la defensa, se construyeron carreteras que conectaban las islas occidentales de Gan, Eyehook (Abuhera), Maradhoo y Hithadhoo y, mucho más tarde de la guerra, fueron unidas por un ferrocarril ligero. Addu fue un puesto marítimo poco popular  debido al clima caliente y húmedo, la falta de instalaciones recreativas y la falta de socialización con la población local.

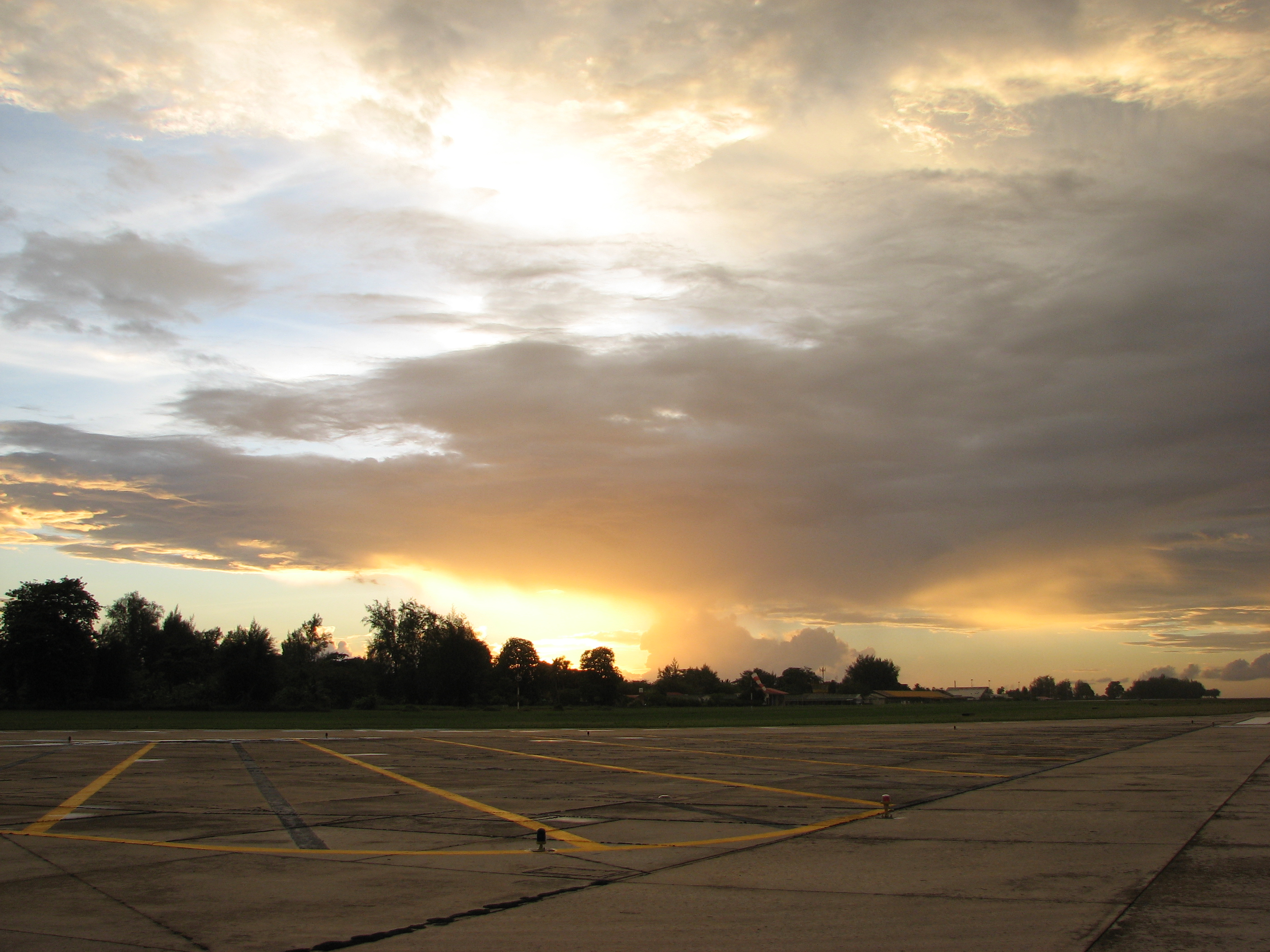
Vista actual del aeropuerto.

Los japoneses no se percataron de la existencia de la base hasta que sus planes de expansión en el Sudeste Asiático fueron abandonados, ni siquiera durante sus incursiones en el Océano Índico en abril de 1942. Fue más tarde, cuando el reconocimiento submarino descubrió la existencia de la base. A pesar de que las entradas fueran permanentemente cerradas por las redes antisubmarino, el U-boat alemán U-183 torpedeó el buque British Loyalty en marzo de 1944 (antes había sido torpedeado y hundido en Diego Suárez), con un tiro de largo alcance desde fuera del atolón a través de una brecha en las redes anti-torpedo. Aunque el golpe dañó fuertemente su estructura, el petrolero no se hundió. No fue reparada completamente, pero se mantuvo como un buque de almacenamiento de combustible de petróleo del Ministerio de Transporte de la Guerra. Hubo una importante contaminación por hidrocarburos después de este incidente y el personal británico fue utilizado para limpiar la laguna, pero solo tuvieron éxito parcial.
El 5 de enero de 1946, el British Loyalty fue trasladado al sureste de la isla de Hithadhoo en la laguna del atolón de Addu. A pesar de que todavía desprende petróleo, se ha convertido en un lugar popular de buceo. En 1957, la base naval fue transferida a la Royal Air Force. A partir de 1957, durante la Guerra Fría, fue utilizado como un puesto avanzado, conocido como RAF Gan. Se lanzaron varios cohetes del tipo Kookaburra desde una plataforma. La base permaneció en el servicio intermitente hasta 1976, cuando las fuerzas británicas se retiraron.
La mayoría de los empleados que tenían experiencia trabajando para el ejército británico hablaba bien inglés y cuando la base en Gan cerró sus puertas para siempre buscaron empleo en la naciente industria del turismo. Como resultado, hubo una afluencia de gente de Addu a Malé buscando empleo en los complejos cercanos y también buscando educación para sus hijos. Después de que los militares británicos se fueran, la pista de aterrizaje fue descuidada y permaneció prácticamente inutilizada durante muchas décadas. Recientemente se ha transformado en el Aeropuerto Internacional de Gan.